# Laßzinswiesen

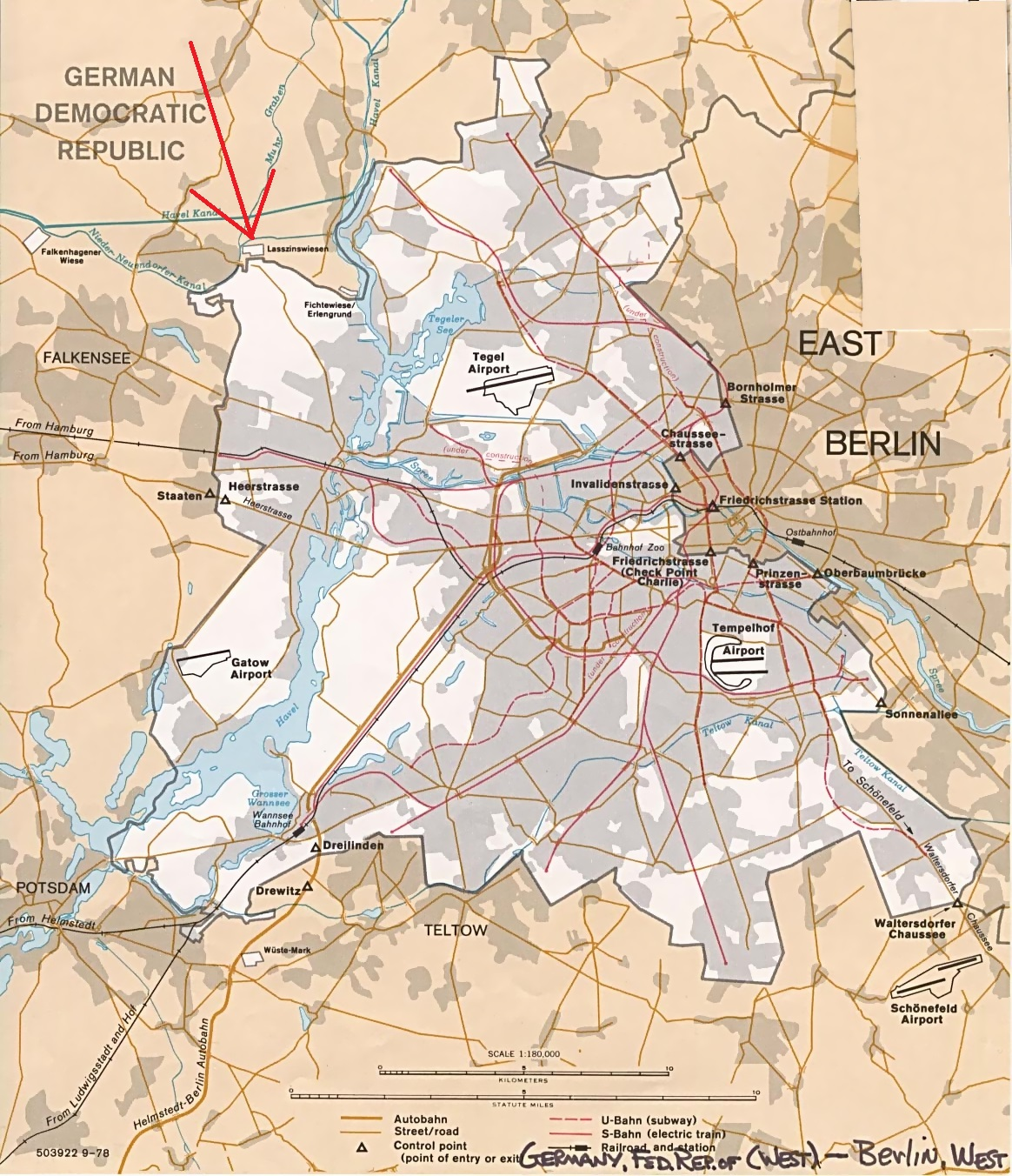
Die Lage der Enklave Laßzinswiesen (roter Pfeil)

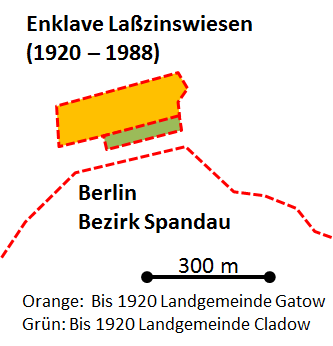
Die Lage der Enklave Laßzinswiesen

Die Laßzinswiesen, auf Karten o. ä. auch Lasszinswiesen, liegen nördlich des Spandauer Forstes in der Gemeinde Schönwalde-Glien im brandenburgischen Landkreis Havelland; sie waren bis 1988 eine Exklave West-Berlins, mithin vom Territorium der damaligen DDR vollständig umschlossen. In der Nähe, jedoch bereits auf Berliner Gebiet, liegt der Laßzinssee. 

## Geografie
Die Exklave lag nur rund 50 Meter vom Hauptgebiet Berlins entfernt. Durch diesen Korridor verlief ein Patrouillenweg der Grenztruppen. Die Exklave Laßzinswiesen hatte eine Fläche von 13,494 ha und gehörte von 1920 bis 1988 zum Bezirk Spandau; vorher war der größere Teilbereich von 11,012 ha Fläche eine Exklave der ehemaligen Landgemeinde Gatow und ein kleinerer Teilbereich von 2,482 ha eine Exklave der ehemaligen Landgemeinde Cladow (später Kladow). Die Hauptgebiete dieser Gemeinden lagen rund zehn Kilometer weiter südlich, die jeweiligen Exklaven somit also bis 1920 wesentlich weiter abseits als dann die spätere Exklave im Verhältnis zu Berlin.

## Geschichte vor und im geteilten Deutschland
Früher wurde ein Gebiet für die Zahlung der Grundsteuer derjenigen Gemeinde zugerechnet, in der die Eigentümer ansässig waren. Mit der Bildung Groß-Berlins im Jahr 1920 entstanden so auf brandenburgischem Gebiet zahlreiche Exklaven, die verwaltungsmäßig zwar zu Berlin gehörten, aber außerhalb des zusammenhängenden Stadtgebiets lagen. Sie blieben auch nach dem Ende des Zweiten Weltkriegs erhalten. Infolge der deutschen Teilung 1949 verkomplizierte sich die Situation weiter; denn nun lagen die Gebiete nicht nur innerhalb einer anderen Gemeinde, sondern eines anderen Staates. Seit 1961 waren die Laßzinswiesen zudem von den anderen Teilen West-Berlins durch die Berliner Mauer getrennt.
Nach dem Vier-Mächte-Abkommen im Jahr 1971 bemühten sich Ost und West um Grenzkorrekturen. Zweimal – 1972 und erneut 1988 – wurden zwischen West-Berlin und der DDR Gebietsaustausche durchgeführt. Bei letzterem fielen die Laßzinswiesen an die DDR und gehören heute dementsprechend zu Brandenburg.